# Place des Jacobins (Lyon)
Pour les articles homonymes, voir Place des Jacobins.
La place des Jacobins est une place située dans le quartier de Bellecour, dans le 2e arrondissement de la ville de Lyon.

## Situation et accès
- Ce site est desservi par les stations de métro Cordeliers et Bellecour.
- Bus : 27, S1 : arrêt Jacobins
- Stations Vélo'v : Jacobins (Angle rue Édouard-Herriot) - Célestins (Ascenseur)

## Origine du nom
Jusqu'en 1782, la place est appelée place Confort. Après cette date, elle devient place des Jacobins, du nom des religieux Jacobins ou ordre des Prêcheurs dit également « ordre dominicain » qui ont occupé les tènements du côté sud de la place. Ces Dominicains se voient ainsi désignés quand Philippe Auguste leur attribue, au XIIIe siècle, un bâtiment à Paris d'où les frères partent en pèlerinage pour Saint-Jacques-de-Compostelle (Jacobus en latin). Sous Louis-Philippe (1830-1848), ce bâtiment accueille la préfecture du Rhône.

## Historique
Jusqu'en 1782, la place est appelée « place Confort ». Après cette date, elle devient « place des Jacobins ». En 1794, elle est rebaptisée « place de la Fraternité » (la place Bellecour étant alors la place de l'Égalité). Après avoir changé de nom deux fois, « place de la Préfecture » lorsque, sous Louis-Philippe, le bâtiment des Jacobins accueille la préfecture du Rhône. Elle prend ensuite le nom de « place de l'Impératrice » sous Napoléon III, en l'honneur de son épouse Eugénie de Montijo. Elle est renommée « place des Jacobins » en février 1871, après la chute du Second Empire.

### Église des Jacobins

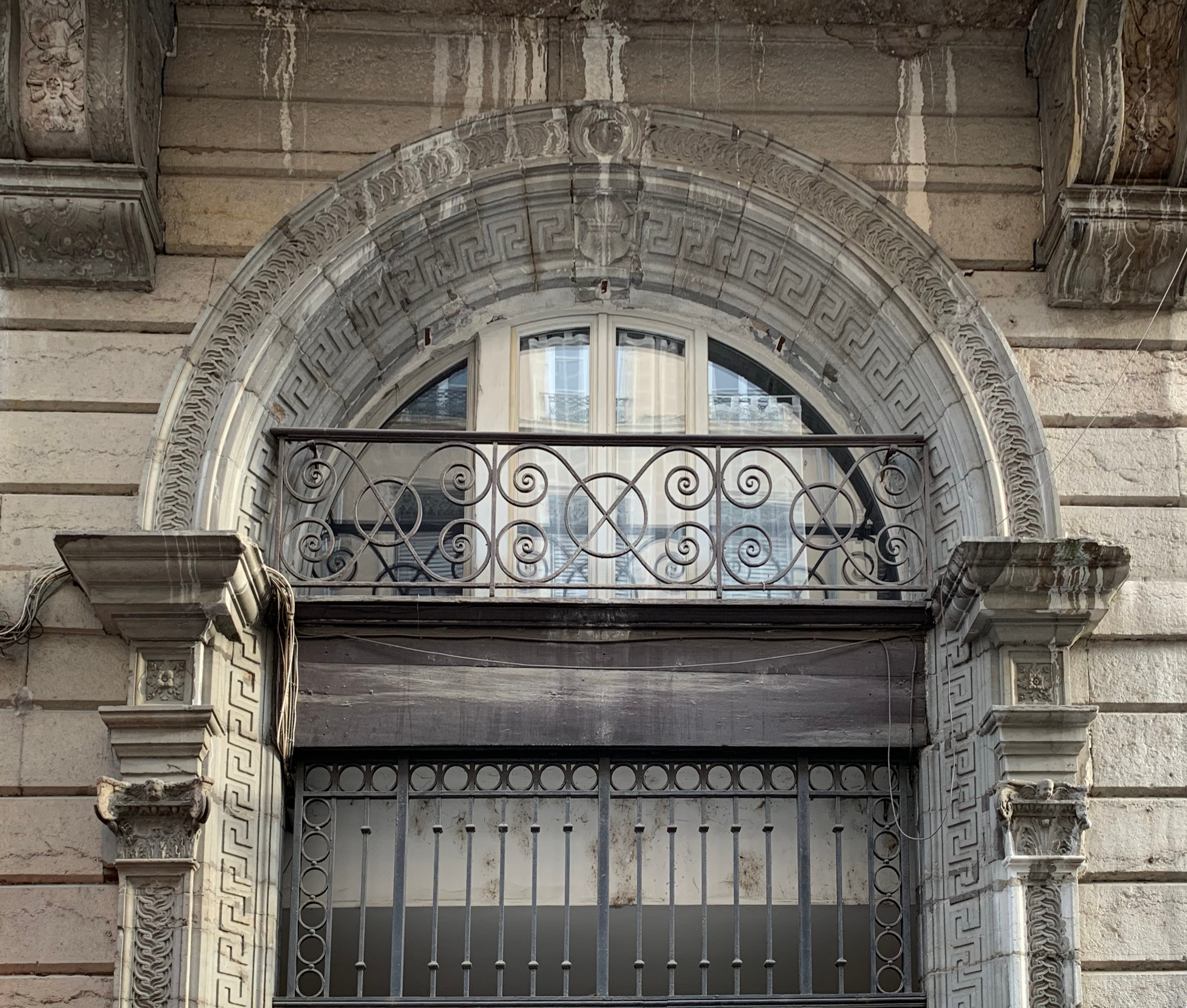
Arc de la chapelle des Gadagne de l'église des Jacobins au 8-10-12 rue Sully.

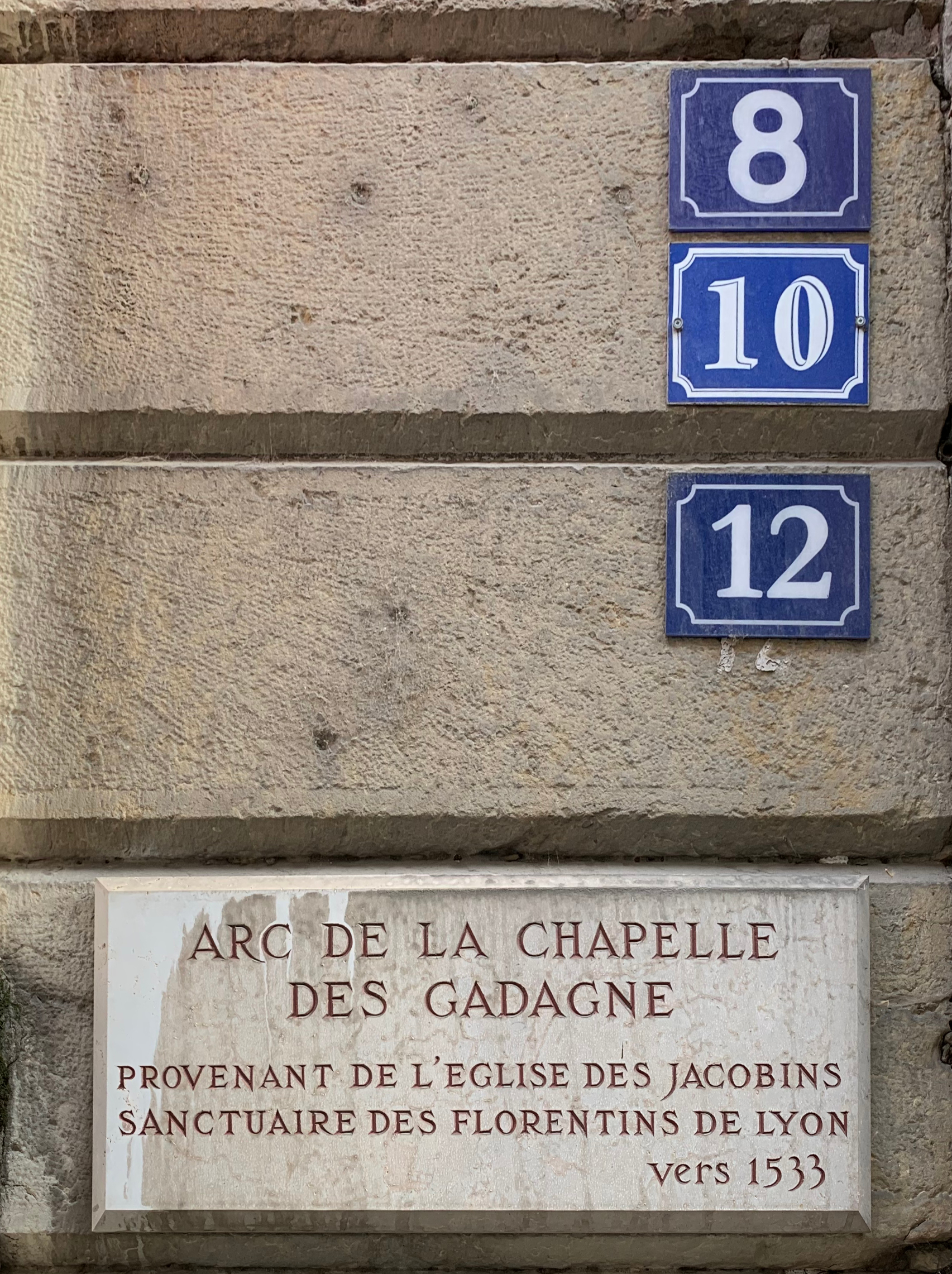
Plaque commémorative de l'arc de la chapelle des Gadagne de l'église des Jacobins au 8-10-12 rue Sully.

En 1556, l'emplacement situé au nord de l'église des Jacobins, affermé depuis 1514 pour les marchés devient place publique. Elle est de forme triangulaire, close de murs et est le point d'aboutissement d'une des artères principales de la ville médiévale, la rue Mercière. Au XVIe siècle, on abat les murs qui la bordent et on érige un obélisque pyramidal exécuté par Philippe Lalyame. Riverain de la place, Horace Cardon fait reconstruire à ses frais le puits de ce qui s'appelle alors la place Confort du nom d'une chapelle dédiée à Notre-Dame de Confort. Le baron des Adrets, qui réside dans le couvent après la prise de Lyon en 1562 par les troupes protestantes, fait percer la rue Saint-Dominique (actuelle rue Émile-Zola) pour relier plus facilement le champ de manœuvre qu'est à cette époque la place Bellecour.
Rabelais, dans Pantagruel évoque les « bavards de Confort ». C'est une référence aux « fainéants qui s'assemblent sur la place Notre-Dame de Confort, à Lyon, pour y débiter des sornettes, qu'autrefois, on nommait baves ». Vers 1840, les bavards ne s'assemblent plus sur la place, mais il existe une salle de spectacle, appelée Gymnase lyonnais où l'on joue vaudevilles et mélodrames. Elle prend probablement son nom actuel quand l'architecte Le Pautre fait édifier le portail latéral de l'église des Jacobins. La pyramide vétuste est reconstruite en 1740, mais le puits n'est plus suffisant pour les habitants alentour, notamment en cas d'incendie. Antoine Michel Perrache se voit confier l'érection d'une nouvelle fontaine en 1760.

### Révolution française et destruction de l'église
La Révolution voit la pyramide détruite en 1793 et seul le piédestal de la fontaine semble subsister jusqu'en 1813. Une fontaine est érigée en 1856 grâce à Louis Danton, un tapissier du quartier, qui lègue sa fortune pour une œuvre dessinée par Liénard et fondue par Barbezat.
Un décret impérial du 31 octobre 1810 affecte aux services de la préfecture la partie invendue du couvent des Jacobins, alors occupée par le mont-de-piété. Le préfet, Pierre-Marie Taillepied de Bondy, montre peu d'enthousiasme et le projet traîne. Le projet est repris par son successeur, Christophe de Chabrol de Crouzol. Des plans sont dressés par François-Alexandre Cavenne, inspecteur général des ponts et chaussées, et Antoine-Marie Chenavard, architecte. Les travaux s'achèvent en 1819. L'ensemble est constitué de trois ailes formant un U autour d'une cour centrale fermée par une grille. La place est rebaptisée place de la Préfecture.
L'église, construite en 1450 grâce au libéralités de la « nation florentine »,, est démolie entre 1817 et 1818. L'arc d'entrée de la chapelle construite par Thomas Ier de Gadagne est aujourd'hui remployé comme porche d'entrée d'un immeuble au 8, rue Sully (6e arr.). Les autres chapelles étaient dues aux confréries, notamment des batteurs et tireurs d'or. L'église est totalement détruite en 1822 afin de dégager la perspective de la cour de la préfecture et des pavillons d'entrée sur la place.

### Les travaux du Second Empire

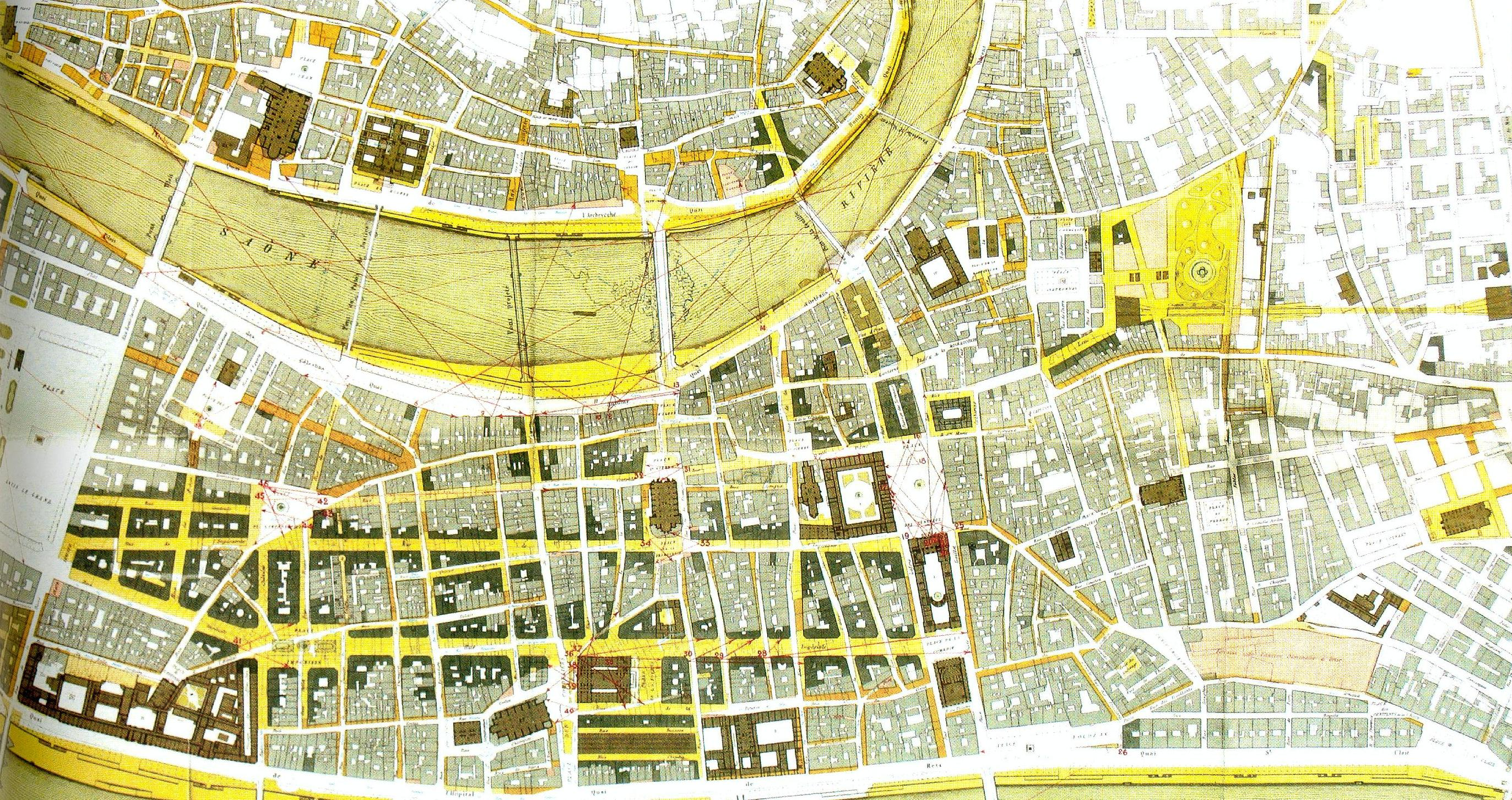
Plan des projets réalisés sur la Presqu'île de Lyon en 1863.

Dans le cadre des travaux de réaménagement de la Presqu'île, la place est totalement recomposée. 
Une nouvelle rue, la rue de l'Impératrice (aujourd'hui rue Édouard-Herriot), est ouverte entre la place des Terreaux et la place Bellecour. La place, également renommée place de l'Impératrice, prend alors sa forme actuelle : trapézoïdale, et non plus triangulaire. 
Marius Vaïsse décide en 1852 de transférer les services préfectoraux et départementaux à l'hôtel de ville ; la rue Gasparin est ouverte au sud à l'emplacement de l'ancienne préfecture, vers 1863. Au sud-est, la rue Childebert est prolongée depuis la nouvelle place Impériale (actuelle place de la République), tandis qu'au sud-ouest, la rue Jean-Fabre n’est percée jusqu'à la place des Célestins qu’en 1927. 
L'ancienne fontaine, devenue obsolète, est remplacée par une nouvelle, œuvre de Tony Desjardins. Elle est inaugurée en 1868 pour commémorer Claude-Marius Vaïsse mais le personnage n'est pas aimé et le diamètre de la fontaine (41,75 mètres) est jugé excessif. À la chute du Second Empire en 1870, la statue n'a pas encore été installée et on la cache dans l'entrepôt des douanes. La statue pourrait être refondue pour ériger celle de Claude Bernard, ce qui ne sera jamais fait, mais elle est refondue sans gloire en 1902. 
Le cercle de la fontaine de Desjardins est démonté et remonté en 1877 place Carnot pour accueillir la fontaine de la République, jusqu'à sa destruction définitive en 1975, lors du réaménagement de la place et de la construction du métro de Lyon (dont le cadre en béton nécessitait le déplacement du socle).
On décide en 1877 d'ériger une nouvelle fontaine sur la place des Jacobins : un concours est lancé du 18 janvier au 30 juin.

### La fontaine des Jacobins de 1885

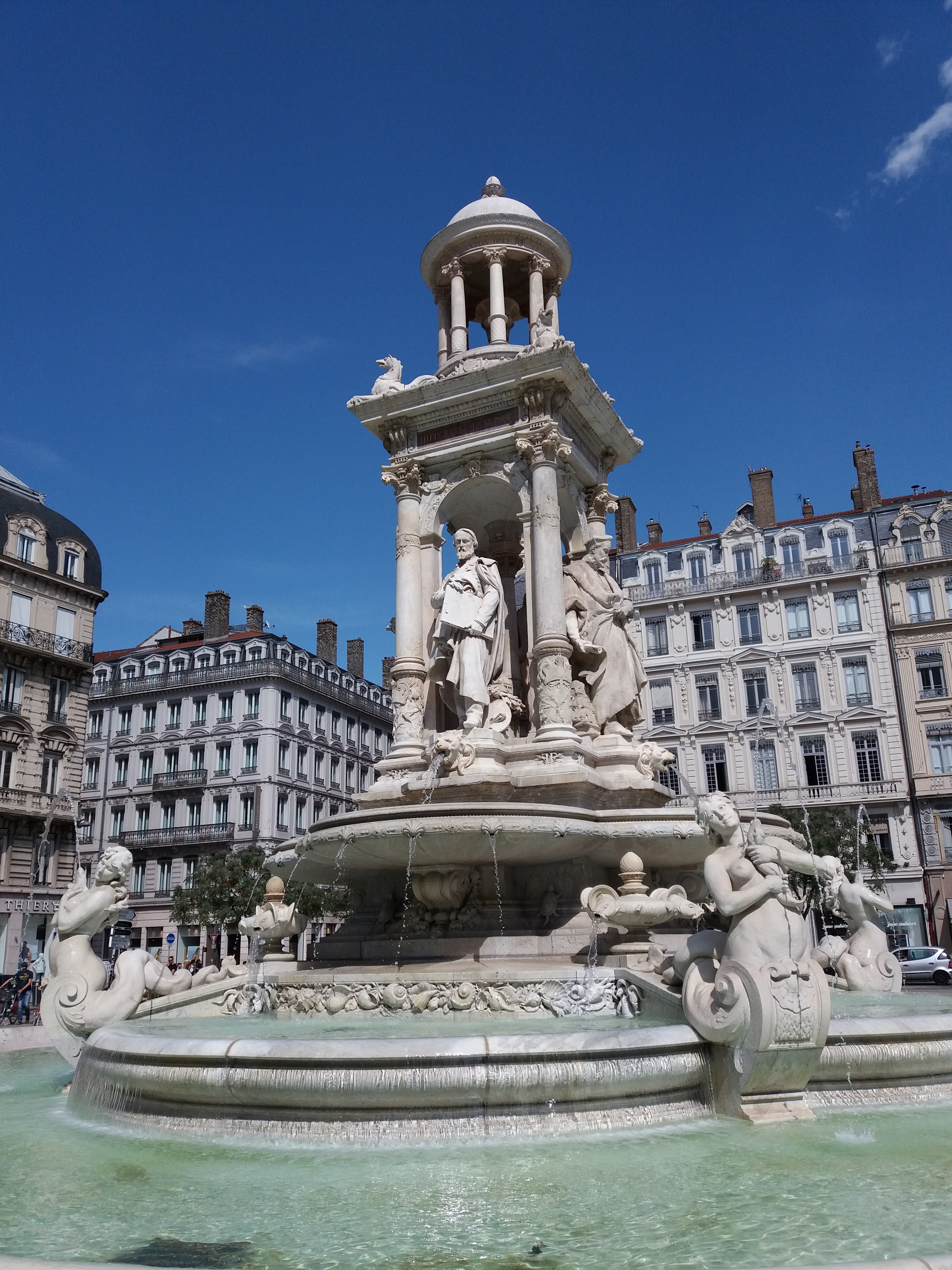
La fontaine en 2018.

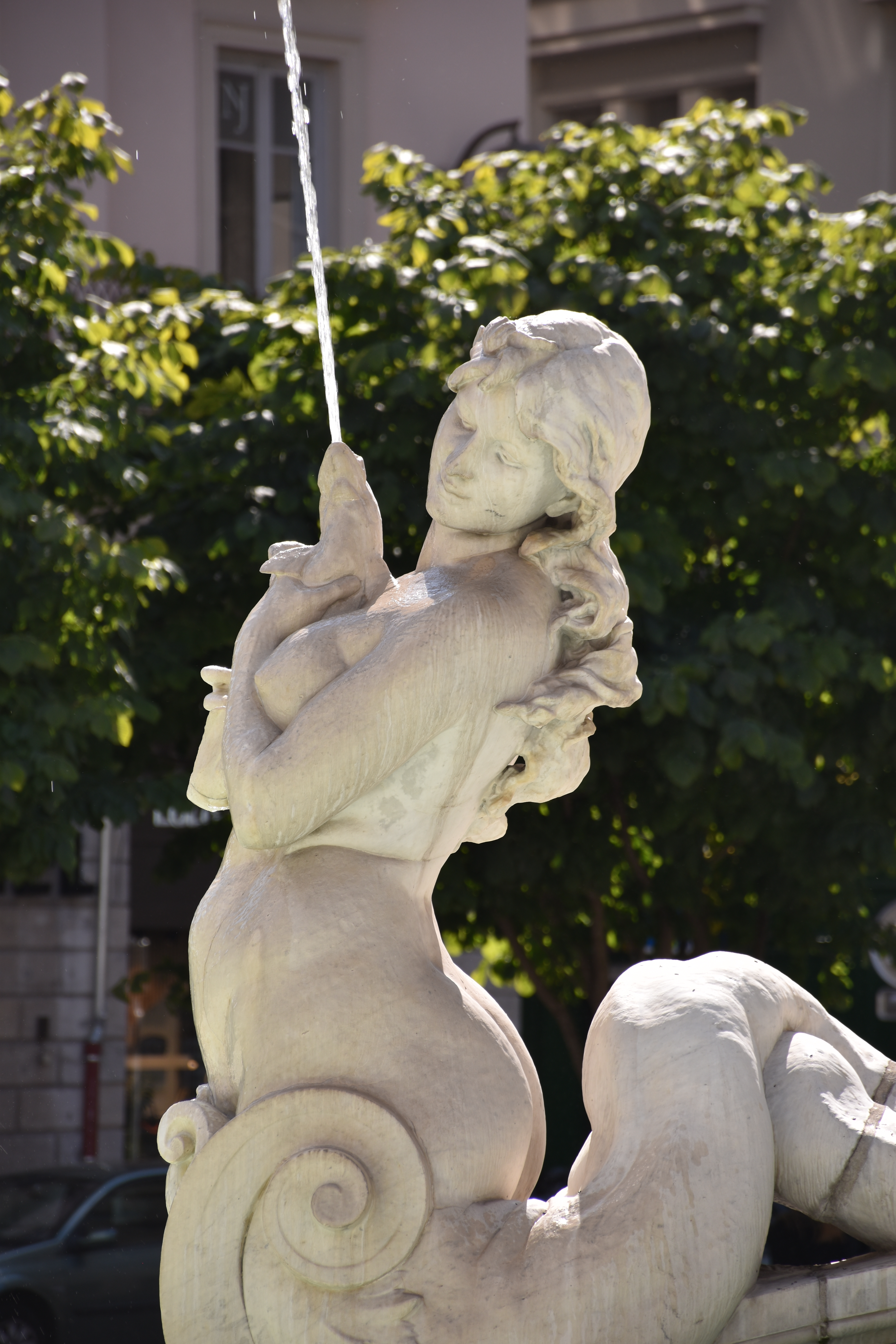
Eugène Delaplanche, Sirène (1884)

Le conseil municipal décide de « doter les places des Jacobins et de Lyon (place de la République) d'un monument ». Deux « seconds prix » sont attribués, dont l'un à Gaspard André pour son projet « Art ». L'étude définitive lui est confiée et son projet, présenté le 28 février 1878 est approuvé en mai. Le 17 juin 1878, un second concours attribue la conception des quatre statues principales à Degeorges : la statue d'Hippolyte Flandrin sera exécutée à Paris et les trois autres, Gérard Audran, Guillaume Coustou et de Philibert Delorme sont taillées à Lyon. Bien que le contrat prévoie un achèvement pour le 1er novembre 1878, les statues ne sont achevées qu'en 1885. La réception des travaux a lieu le 20 décembre 1881 et le monument que l'on voit encore aujourd'hui est inauguré le 14 juillet 1885. La fontaine est inscrite à l'inventaire supplémentaire des monuments historiques (ISMH, 18/05/1992).

### DuXXesiècleà aujourd'hui

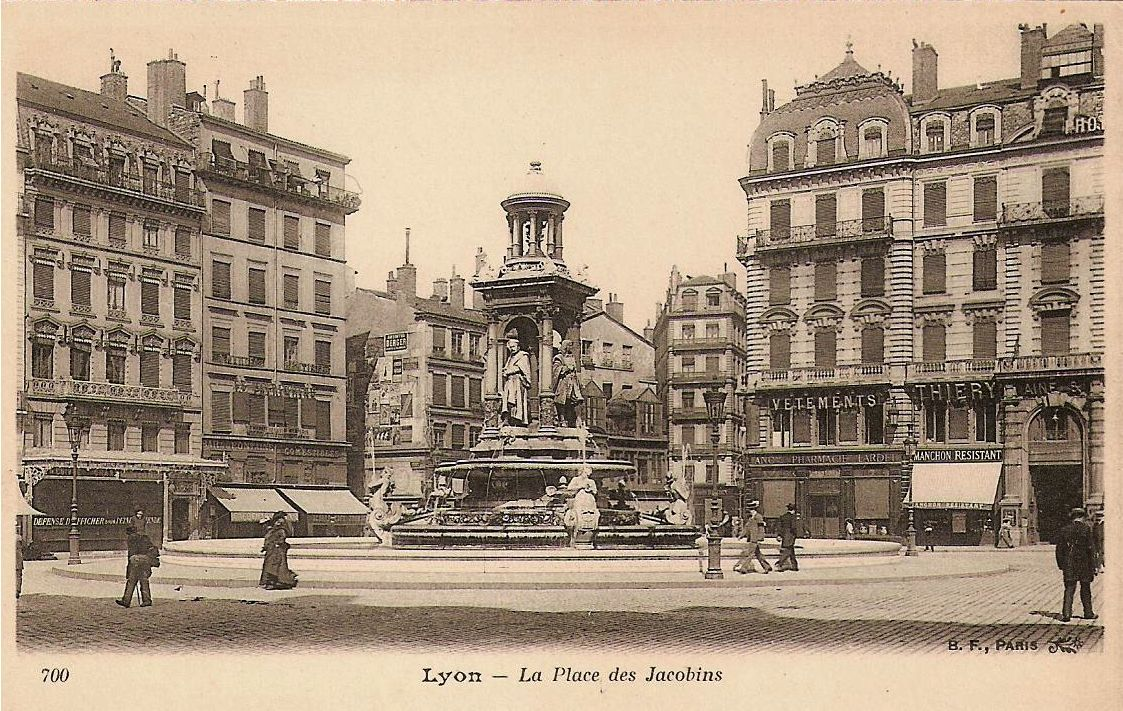
La place des Jacobins vers 1900. À l'arrière, les premiers immeubles de la rue Mercière, détruits lors du ré-aménagement de sa partie sud dans les années 1970. Vue vers le nord-ouest.

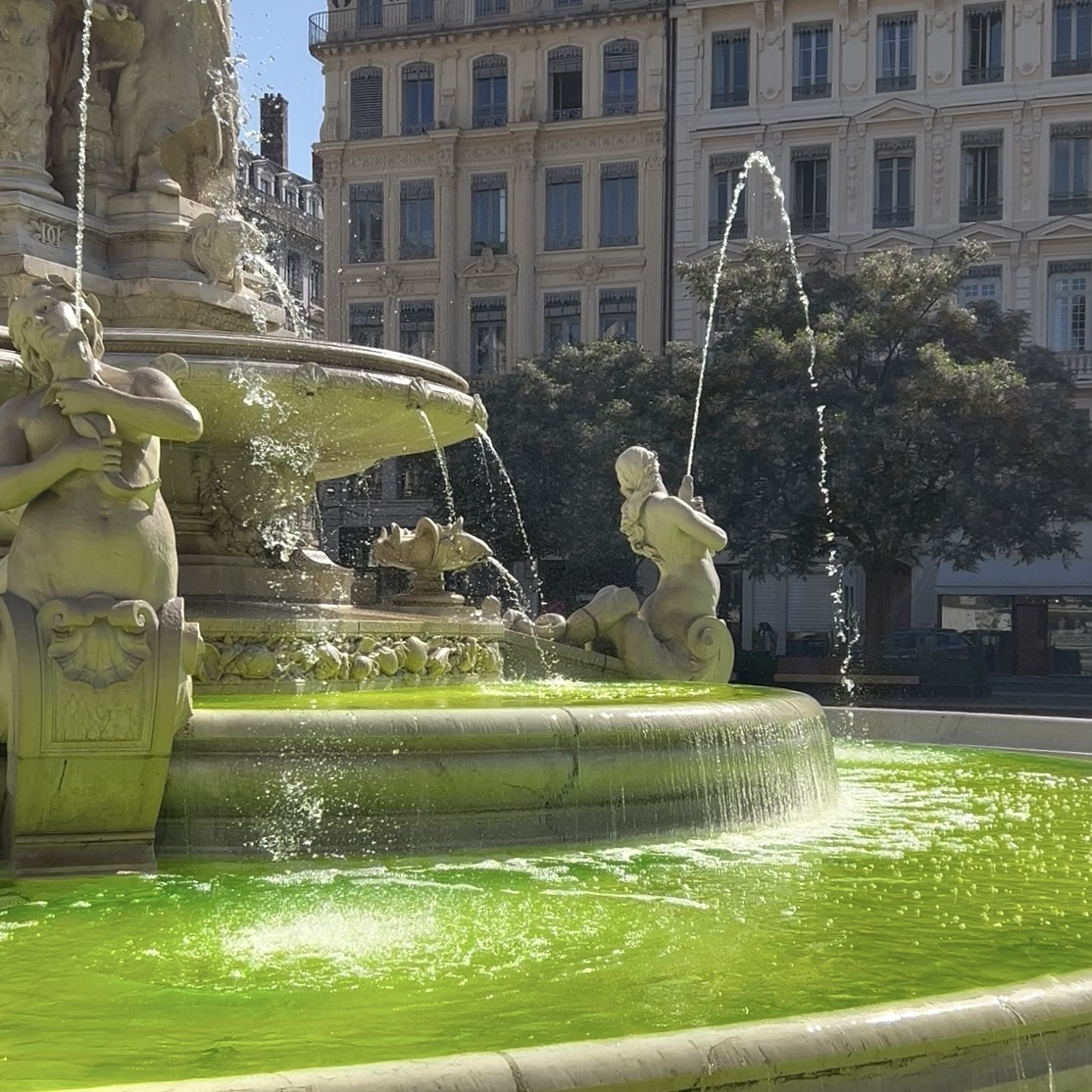
L’eau de la fontaine colorée en vert en 2025, lors d’une action du mouvement écologiste Extinction Rebellion.

#### Nouveaux immeubles
Pendant la Seconde Guerre mondiale, on érige le numéro 6 de la place en remplacement d'un ancien immeuble avec façade à arcs sur cour possédant un balcon au sommet de l'escalier.  
Dans les années 1970, on détruit l'îlot qui occupe l'angle nord-ouest de la place, îlot délimité par les rues de Brest, de la Monnaie et de l'Ancienne-Préfecture, en conservant toutefois les immeubles en façade de la rue de l'Ancienne-Préfecture et l'Hôtel Horace Cardon, qui était à l'époque une maison-close. 

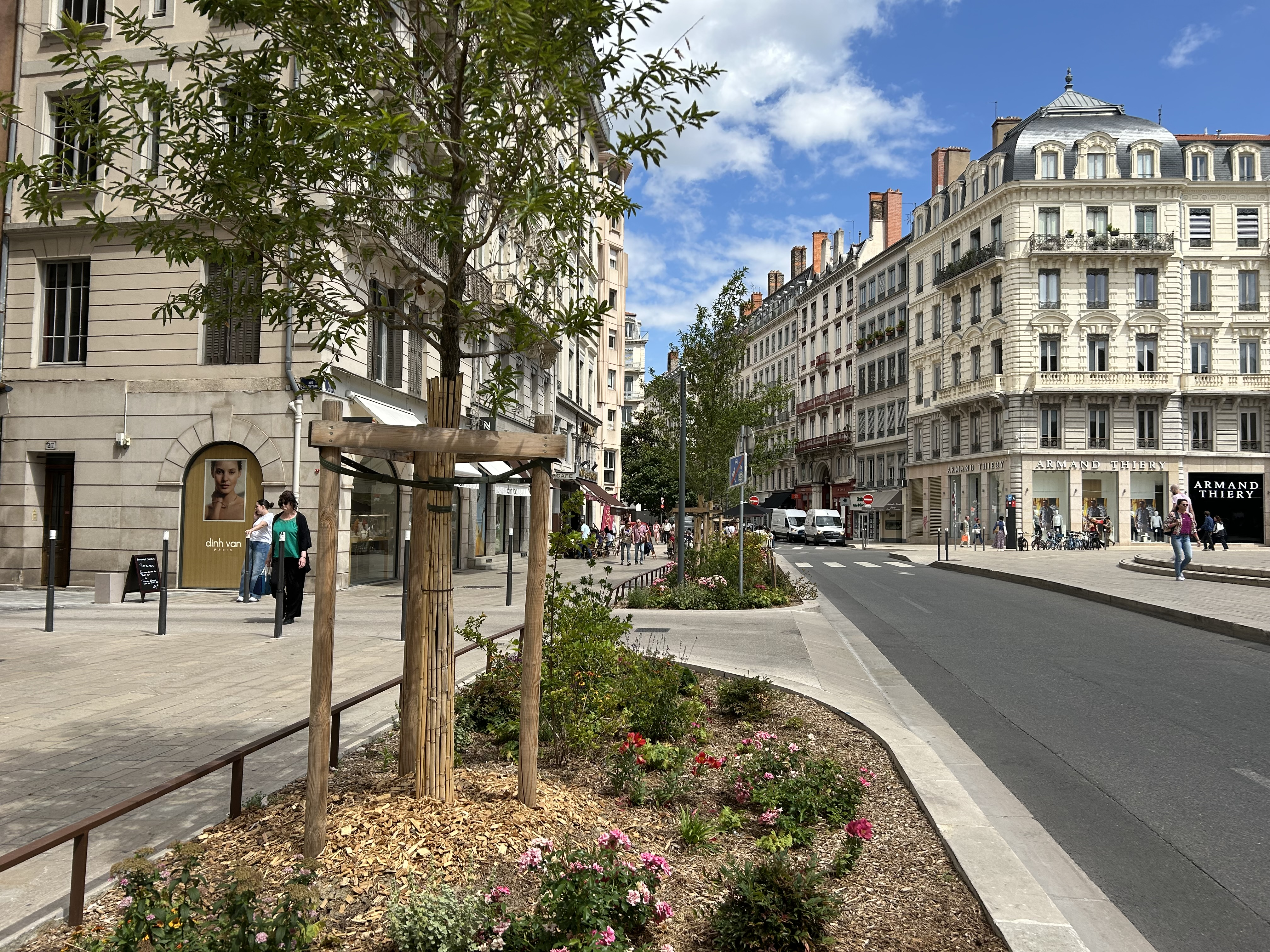
Le trottoir ouest de la place végétalisé en 2025.

#### Réaménagement de la place
Dans le cadre du ré-aménagement de la place envisagé dans la première décennie du XXIe siècle, un concours a été lancé et remporté par la paysagiste Jacqueline Osty à l'été 2007.
Depuis 2013, la place a retrouvé son calme et sa splendeur, notamment par un élargissement des trottoirs qui la bordent et de ceux bordant la fontaine, la plantation d’arbres et d’arbustes, la restauration des façades de la place, et par une restauration pointue de la fontaine, elle menée entre 2011 et 2012. Ce réaménagement global est complété en 2024 par celui du trottoir ouest de la place, élargi et végétalisé.

#### Actions militantes
La fontaine est régulièrement le théâtre d’opérations politiques militantes, voyant son eau colorée par les manifestants, le plus souvent en vert, en lien avec des causes écologistes, ou en rouge, en lien cette fois avec des causes humanitaires ou syndicales.

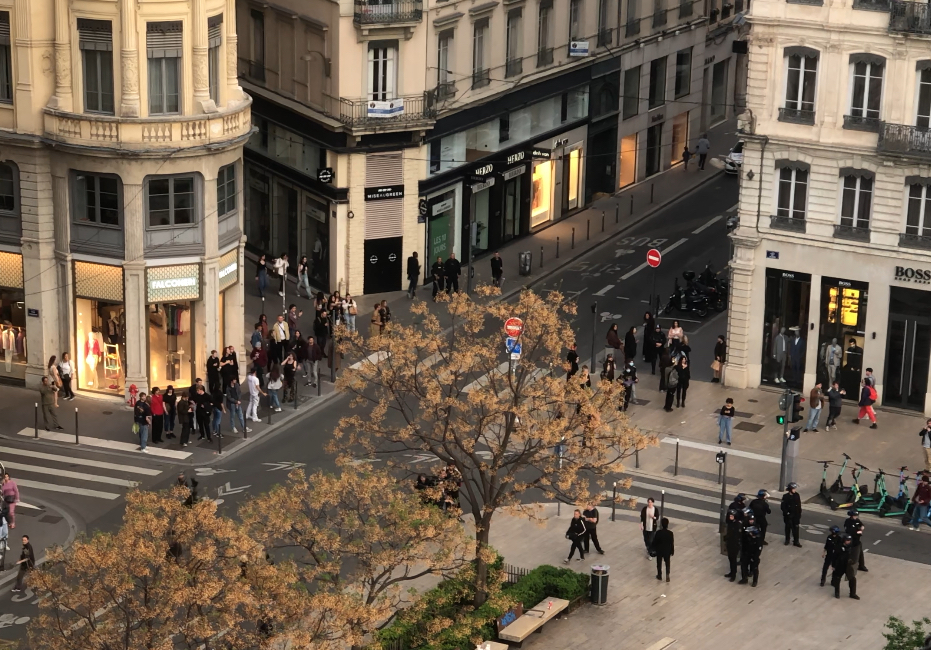
Des militants d’ultragauche (à gauche) face aux forces de l’ordre (à droite) lors d’un affrontement survenu sur la place le 28 avril 2023.

Le 28 avril 2023, la place est d’ailleurs le sujet d’un affrontement entre des militants d’ultragauche et d’ultradroite, ce après avoir été interdits de manifester dans le Vieux-Lyon, quartier où sont basés leurs groupuscules. Les forces de l’ordre interviennent pour mettre fin au face-à-face.

## Événements

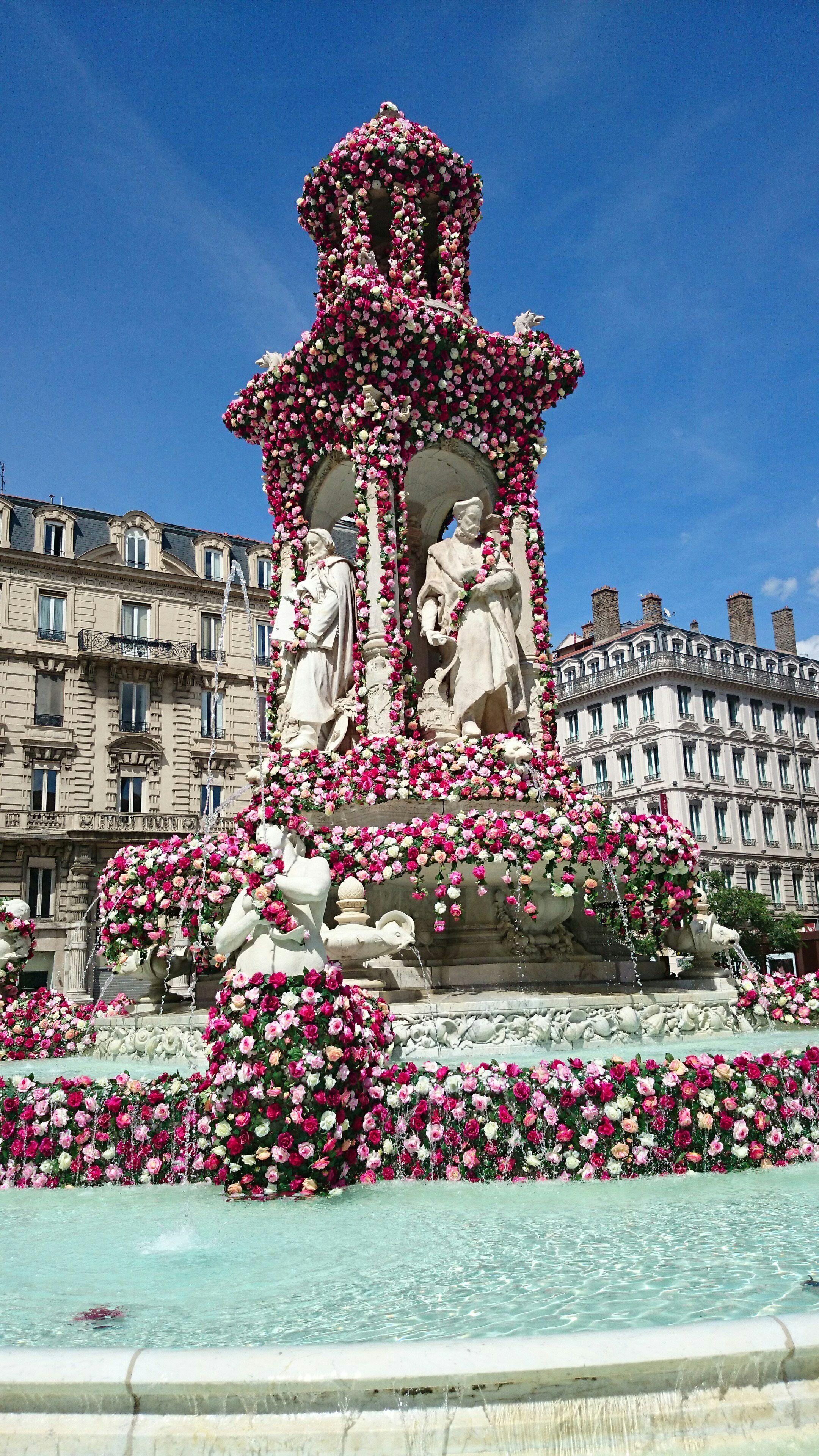
La fontaine recouverte de roses lors du festival leur étant dédié à Lyon en 2015.

### Festival des roses (2015)
En 2015, dans le cadre d’une édition du festival mondial des roses organisée par la mairie de Lyon, la fontaine des Jacobins devient l’emblème de l’événement en se voyant recouverte de roses blanches, roses et rouges.

### Fête des Lumières (depuis 2000)

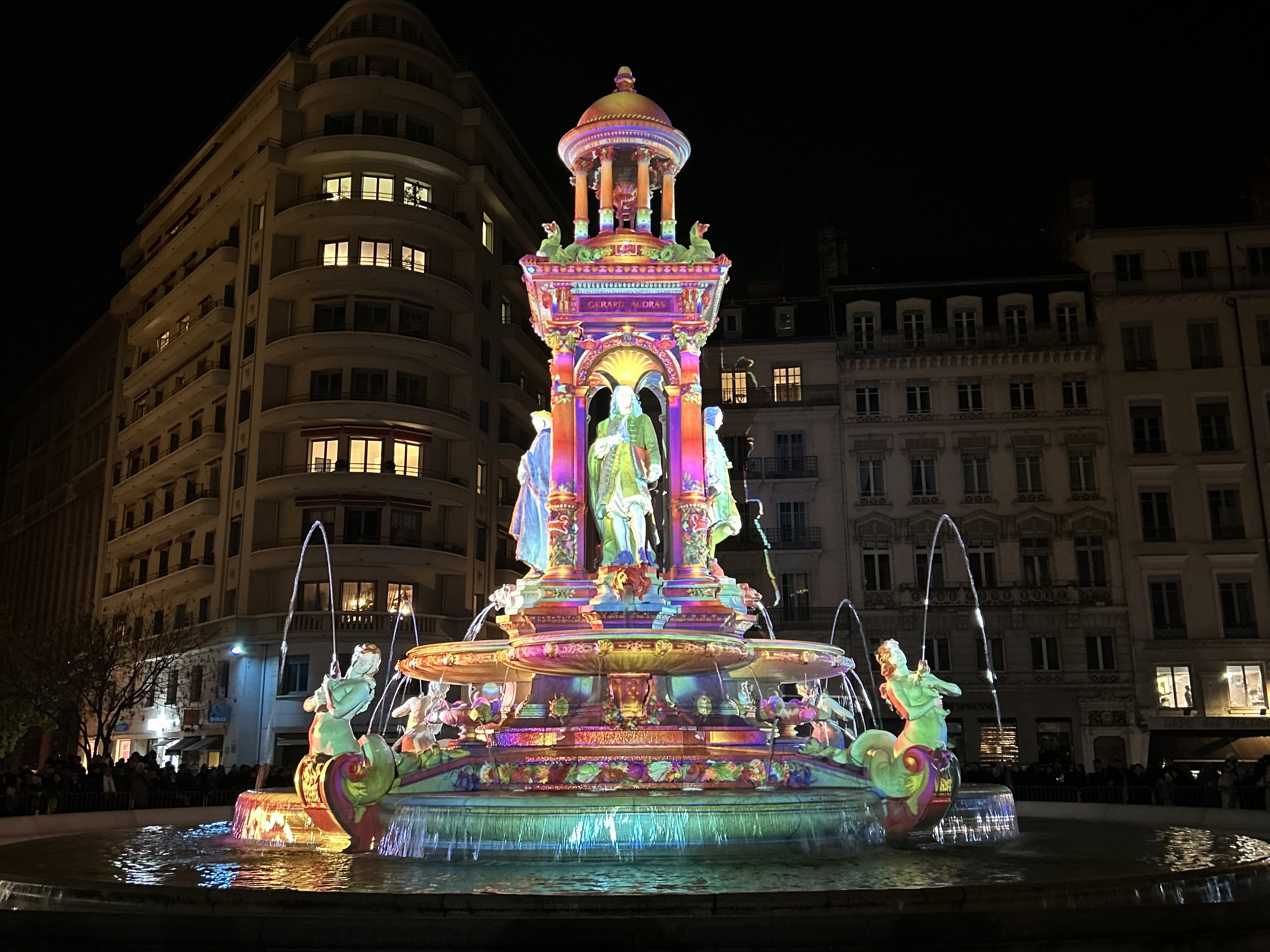
L’œuvre « Jacobins, act 4 » de Patrice Warrener lors de l’édition 2024 de la Fête des Lumières.

La fontaine des Jacobins accueille généralement une installation artistique lors de la Fête des Lumières depuis sa deuxième édition, en 2000. Si les projets varient entre projections et objets lumineux détournant la fontaine, l’œuvre la plus marquante n’en demeure pas moins la mise en lumière « chromolithe » proposée par l’artiste Patrice Warrener à quatre reprises.

## Bâtiments remarquables et lieux de mémoire

### Côté nord
- Numéro 1, place des Jacobins

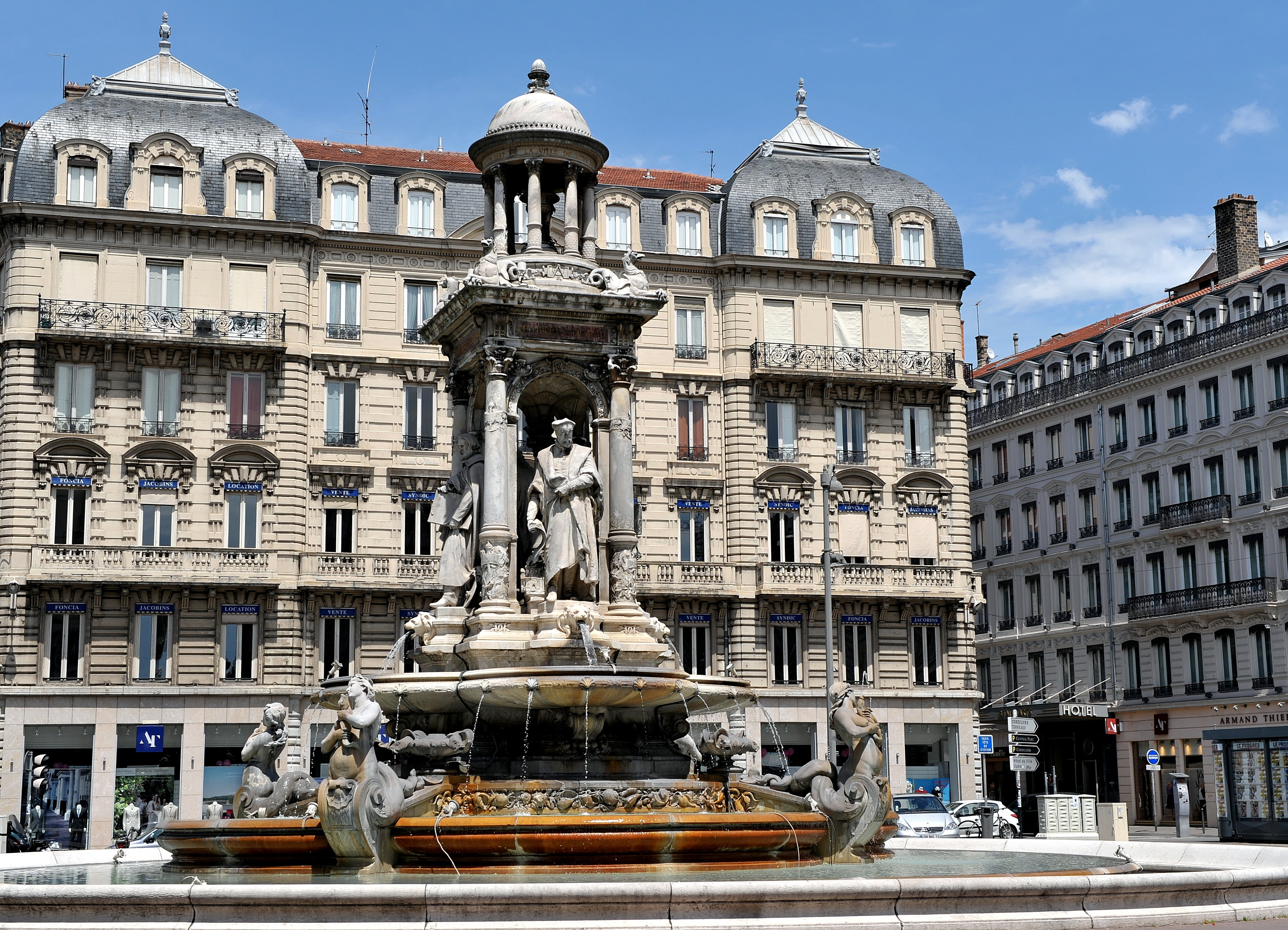
Le numéro 1 de la place, immeuble à deux dômes rectangulaires latéraux, bâti sur les plans de Frédéric Giniez de 1860[22].

### Angle nord-ouest
- Numéro 11, rue de l'Ancienne-Préfecture

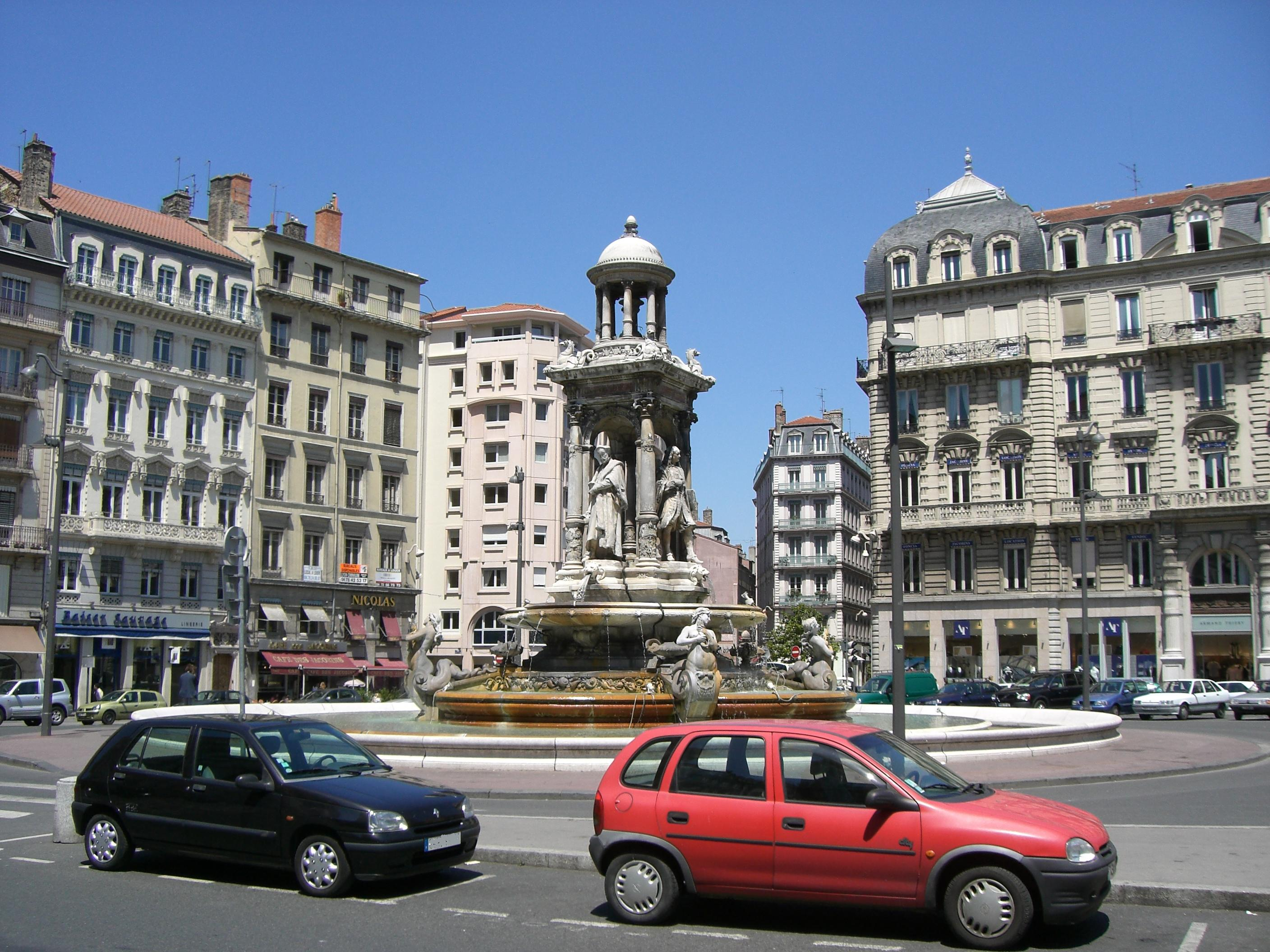
Respectivement de gauche à droite, le côté ouest, l'angle nord-ouest et le côté nord. Vue antérieure au réaménagement de 2013.

### Côté ouest
Du nord au sud :
- Numéro 12, rue de l'Ancienne-Préfecture
- Numéro 4, place des Jacobins : maison du peintre Paul Borel, réalisée par l'architecte Pierre Bossan en 1863[23] ;
- Numéro 27, rue Port-du-Temple ;
- Numéro 6, place des Jacobins : l'immeuble qui fait l'angle avec la rue Port-du-Temple et son ancien numéro 20 est bâti pendant la Seconde Guerre mondiale[10] remplace un ancien immeuble avec façade à arcs sur cour possédant un balcon au sommet de l'escalier[2] ;

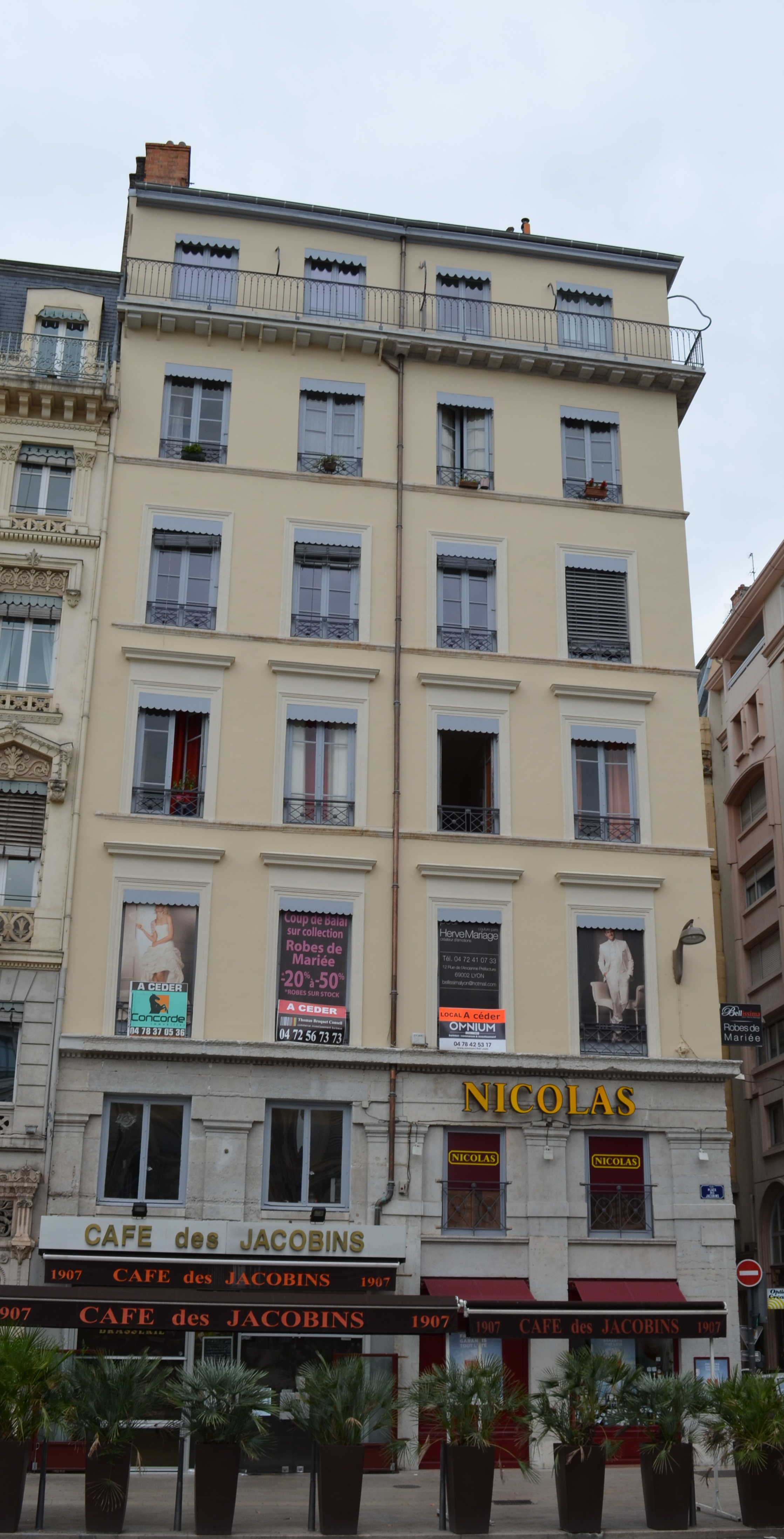
12, rue de l'Ancienne-Préfecture, façade donnant sur la place des Jacobins.
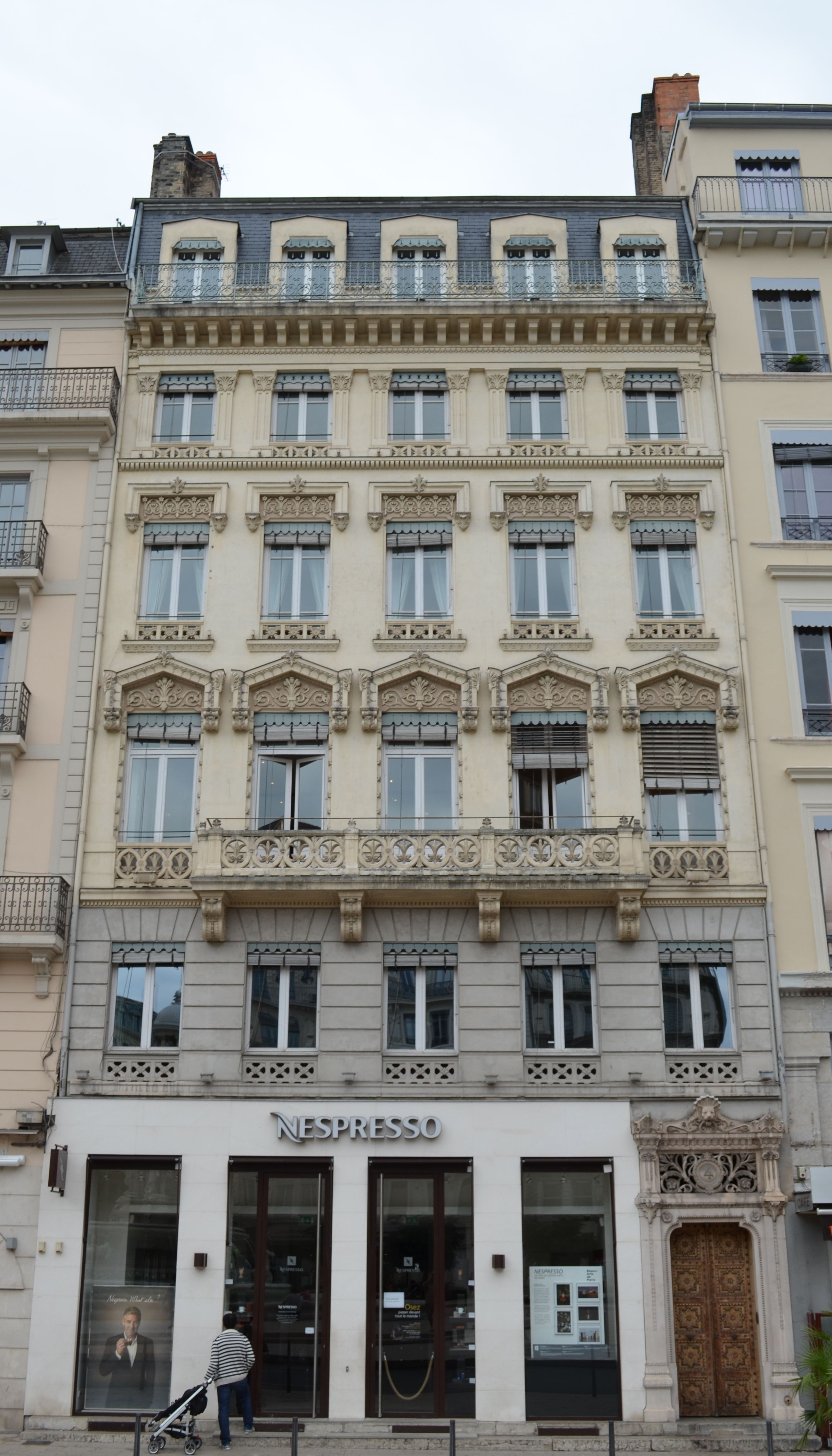
4, place des Jacobins, maison du peintre Paul Borel par l'architecte Pierre Bossan datant de 1863.
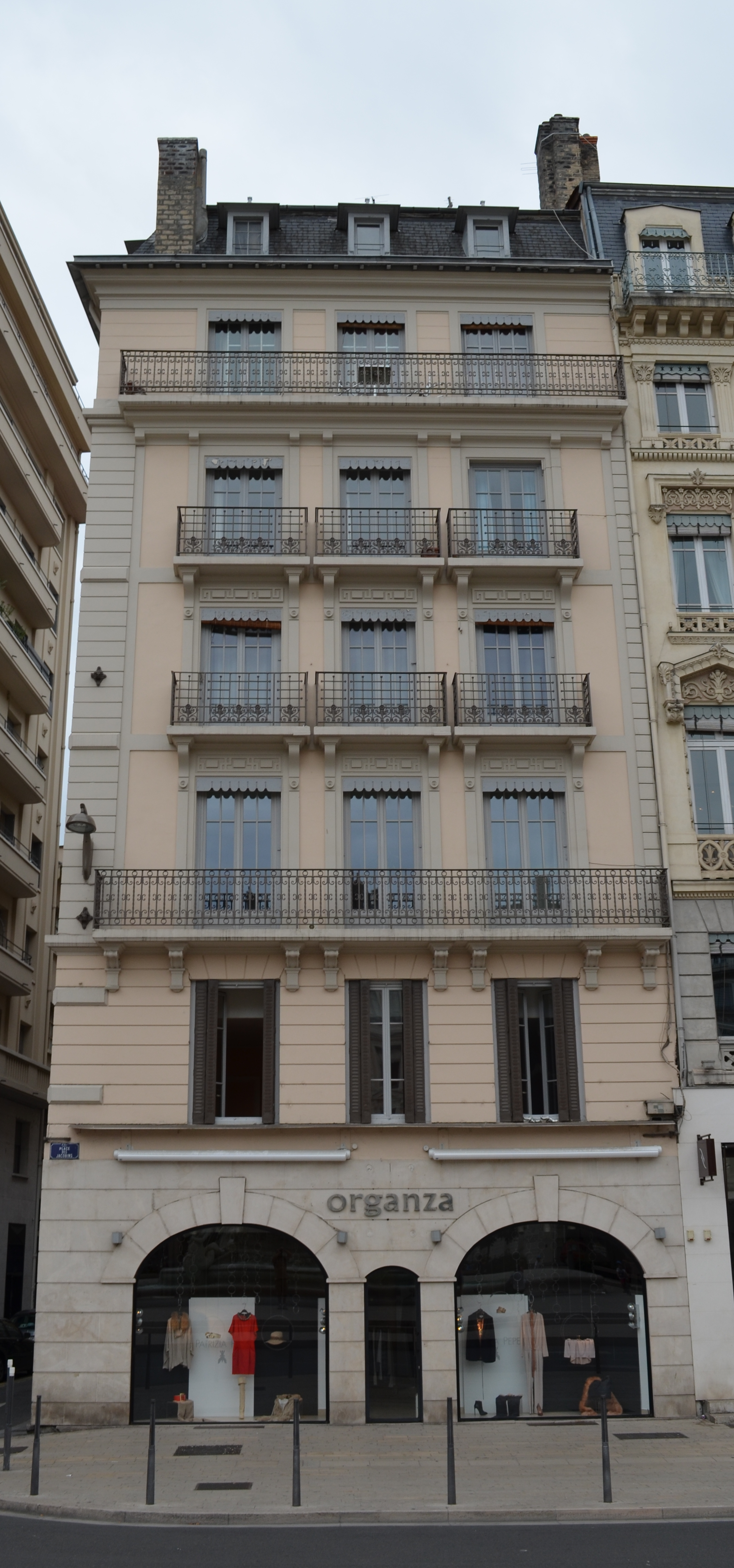
27, rue Port-du-Temple, façade donnant sur la place des Jacobins.
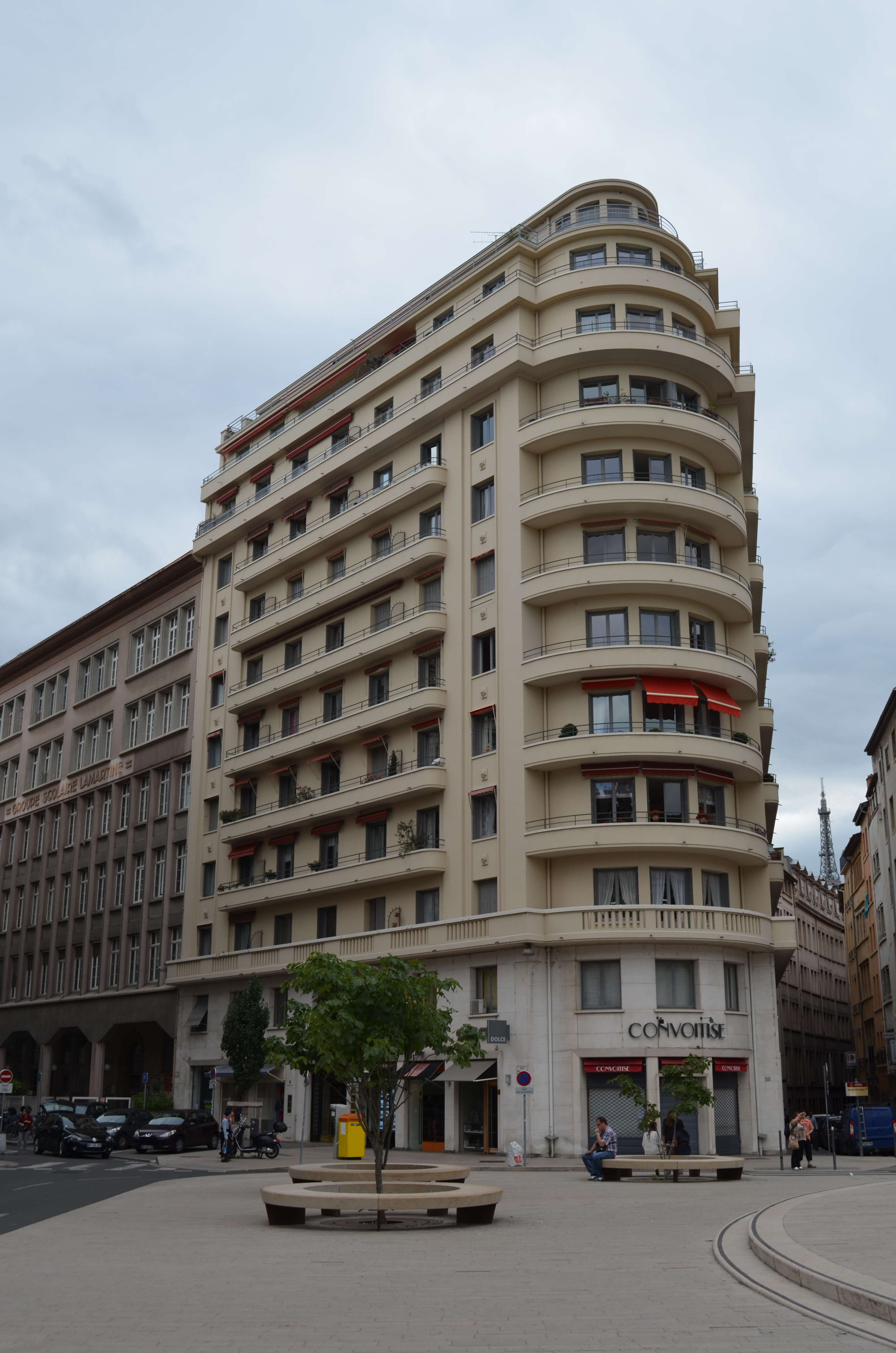
6, place des Jacobins, immeuble bâti pendant la Seconde Guerre mondiale.

### Angle sud-ouest
- Numéro 7, place des Jacobins : ce bâtiment construit au XXe siècle, remplace un bâtiment à la façade datant du XVIIe siècle[2].

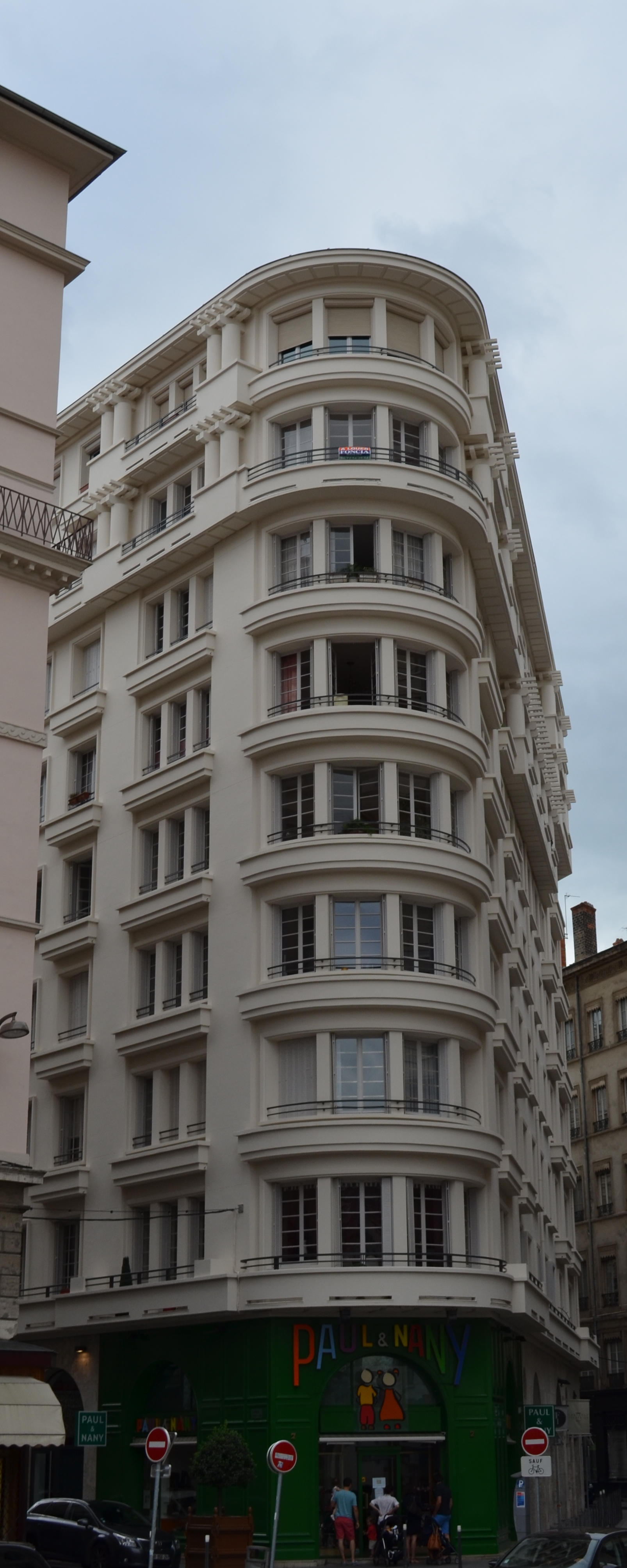
7, place des Jacobins, immeuble en rotonde d’angle, moderne (construit en 1953)[22].

### Côté sud
- Numéro 8, place des Jacobins
- Numéro 9, place des Jacobins

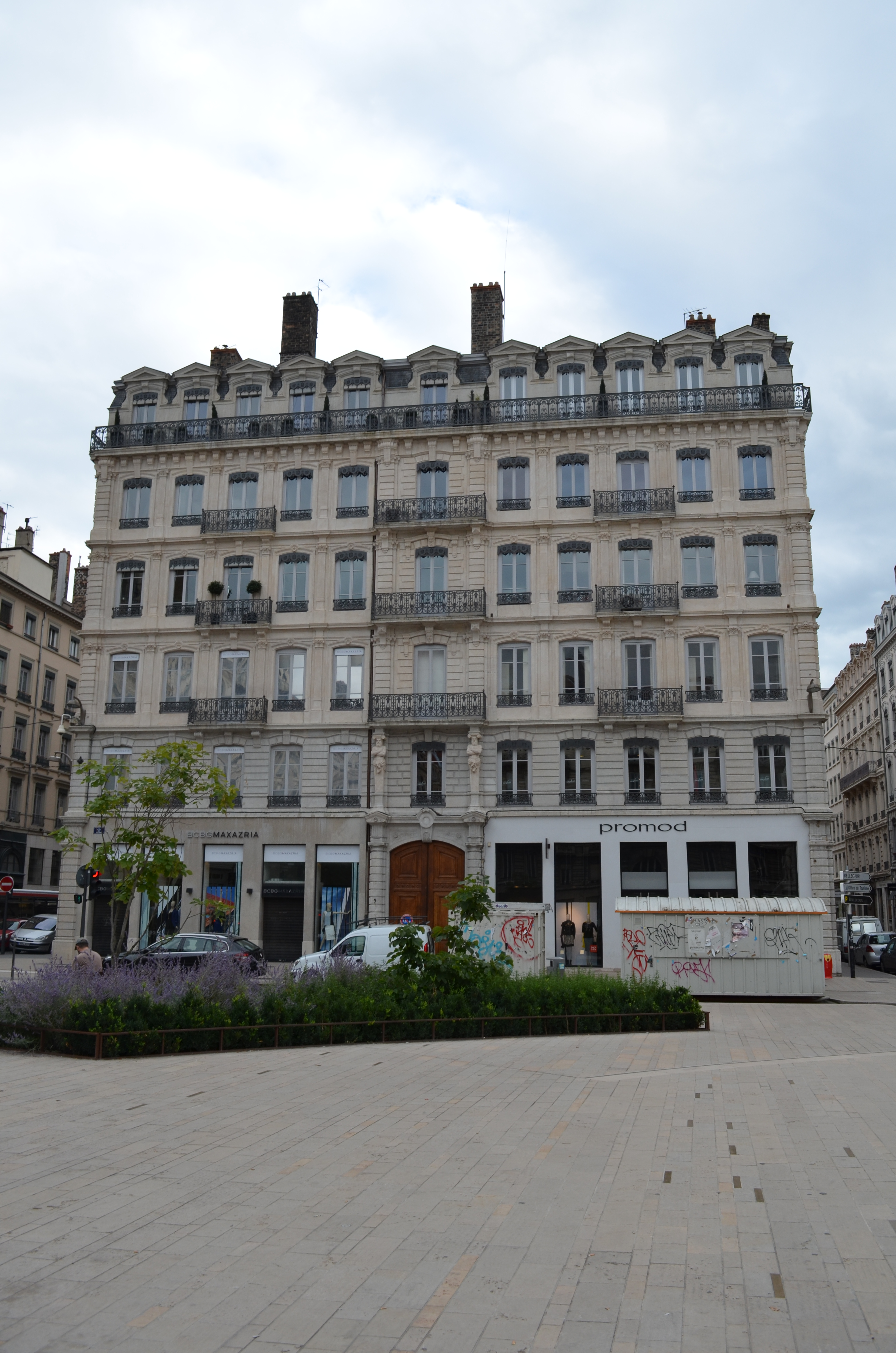
9, place des Jacobins
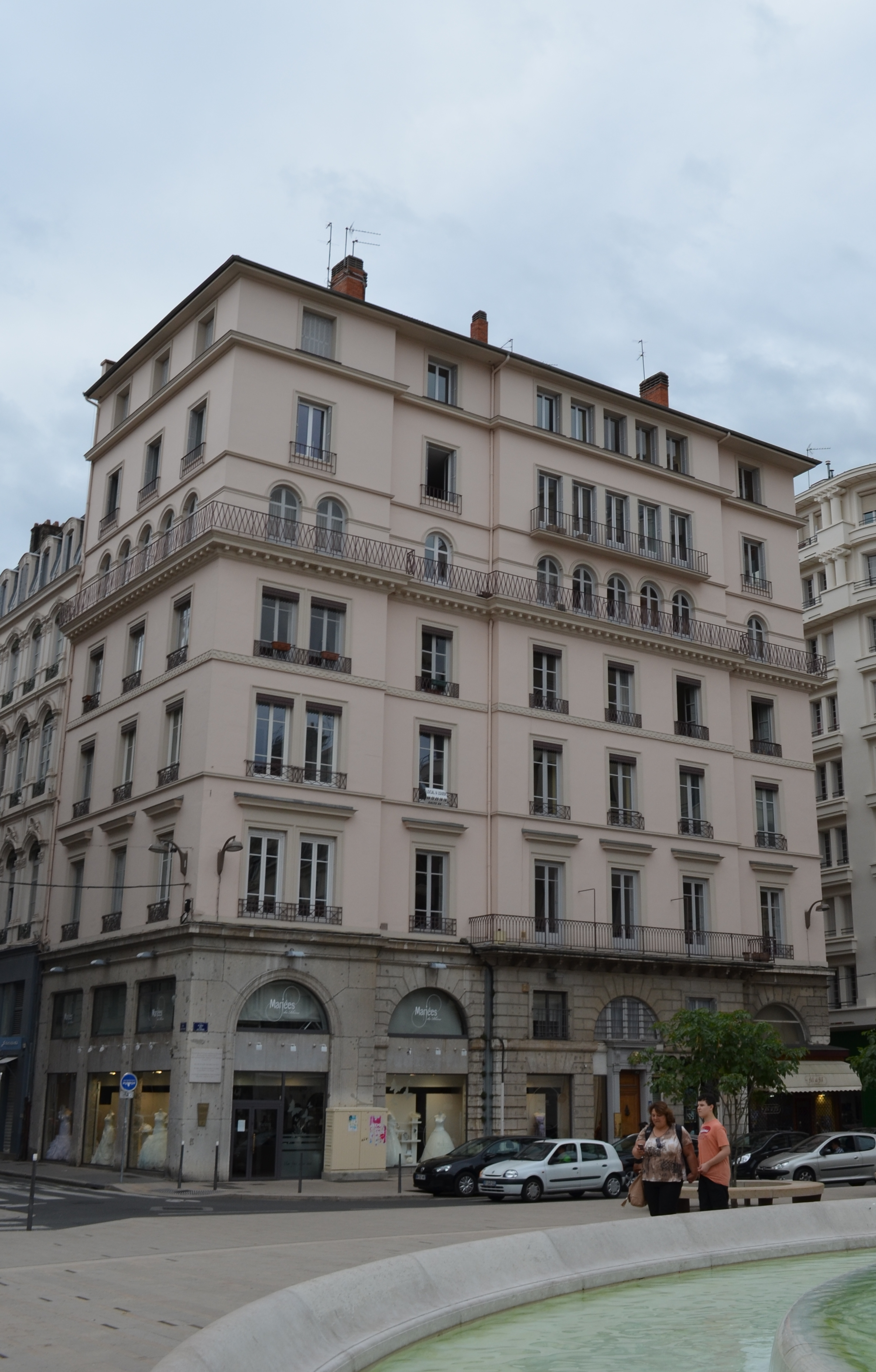
8, place des Jacobins

### Angle sud-est
- Angle de la rue Confort (numéro 1) et de la rue Childebert (numéro 2) : immeuble 2e moitié du XIXe siècle avec rotonde d'angle ;
- Angle de la rue Confort et de la rue Édouard-Herriot (numéro 85).

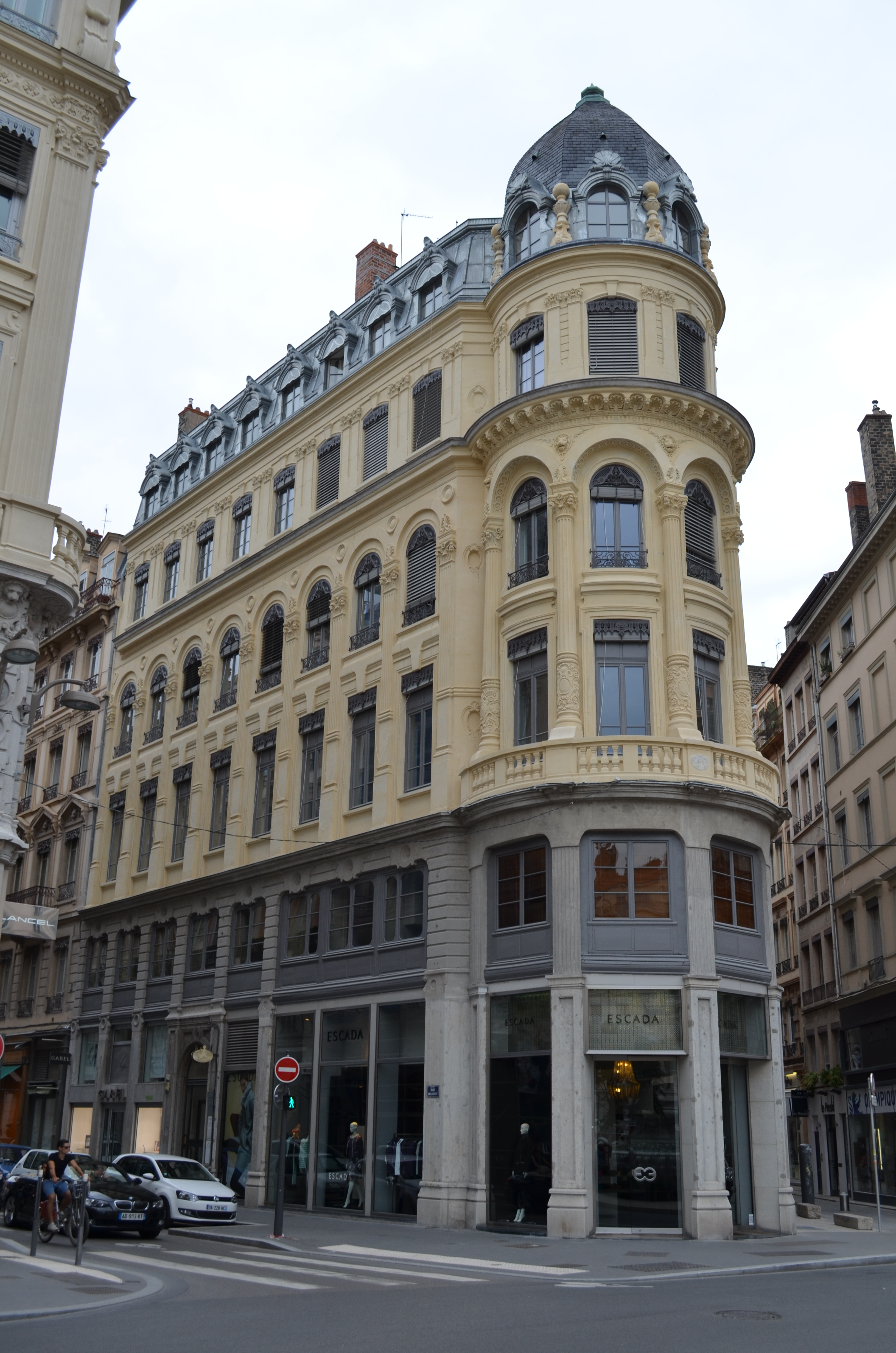
Angle des rues Confort et Childebert : immeuble du Second Empire avec une rotonde d'angle, réalisé selon les plans de Jules Chatron[22].
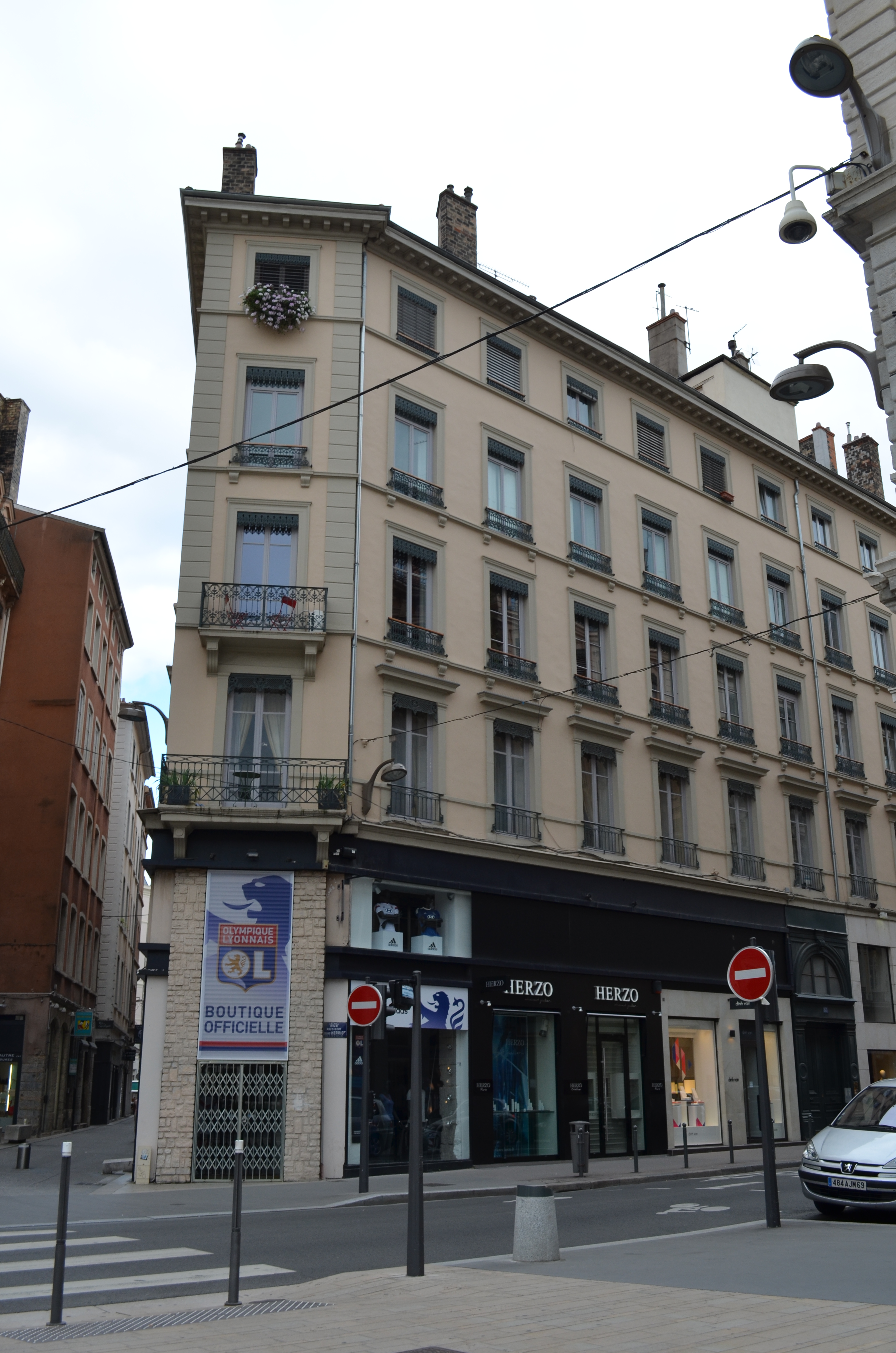
85, rue Édouard-Herriot

### Côté est
- Numéro 1, rue Childebert, angle avec la rue Édouard-Herriot, donnant sur la place des Jacobins ;
- Numéro 79, rue Édouard-Herriot ;
- Numéro 77, rue Édouard-Herriot, angle avec la rue Jean-de-Tournes.

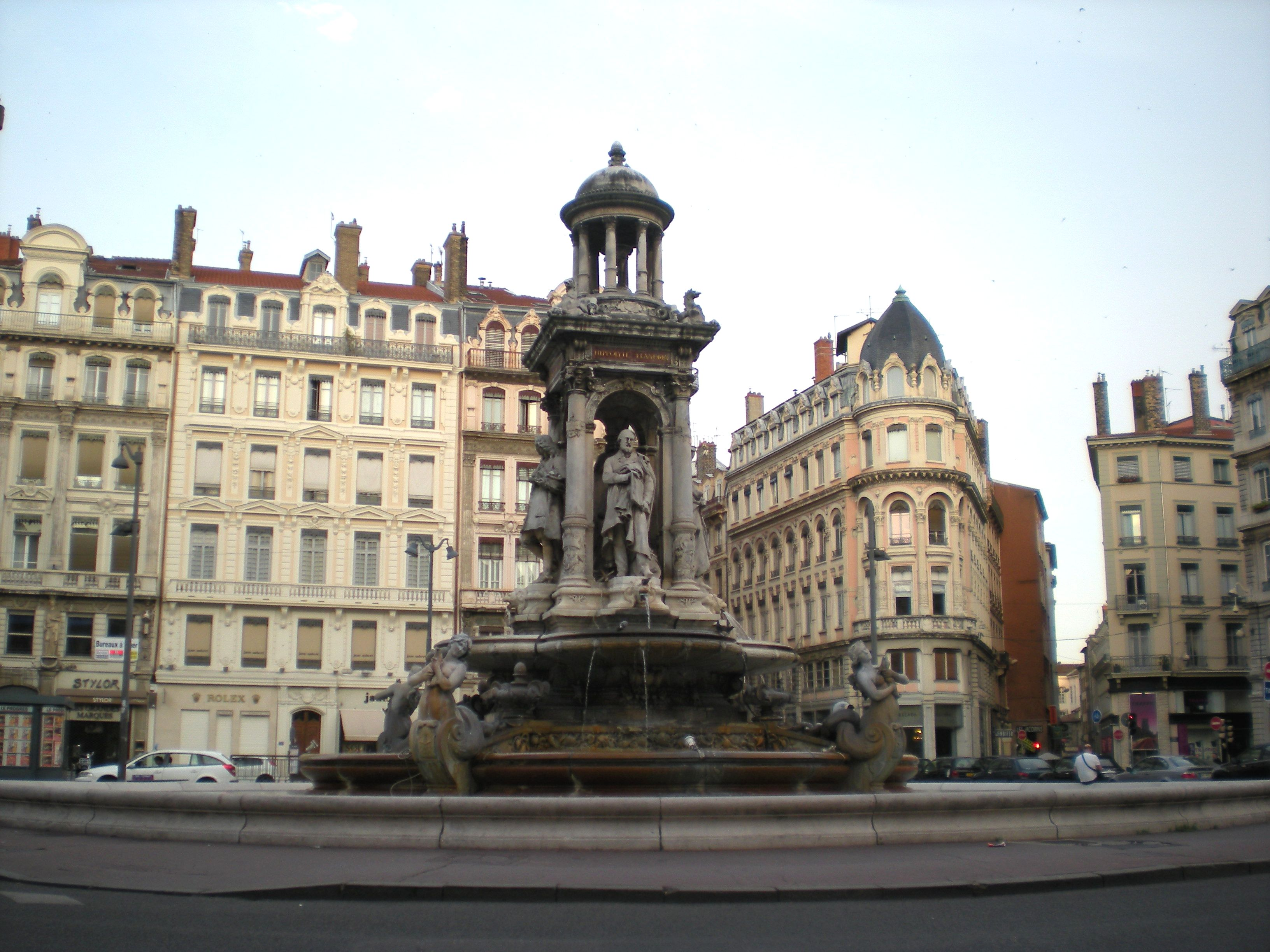
Respectivement, de gauche à droite, les numéros 77 et 79 de la rue Édouard-Herriot, le 1, rue Childebert, l'angle sud-est et l'immeuble triangulaire avec coupole, le 85 rue Édouard-Herriot et ses quatre cheminées hérissées sur le toit et à l'extrémité droite, le numéro 9 de la place.

### Angle nord-est
- Numéro 75, rue Édouard-Herriot, angle avec la rue Jean-de-Tournes : immeuble abritant l'hôtel Mercure Lyon-Beaux-Arts. À l'angle, une statue de Vierge date de 1862 est attribuée au sculpteur italien Rodolphe Galli (1840-1863)[24].

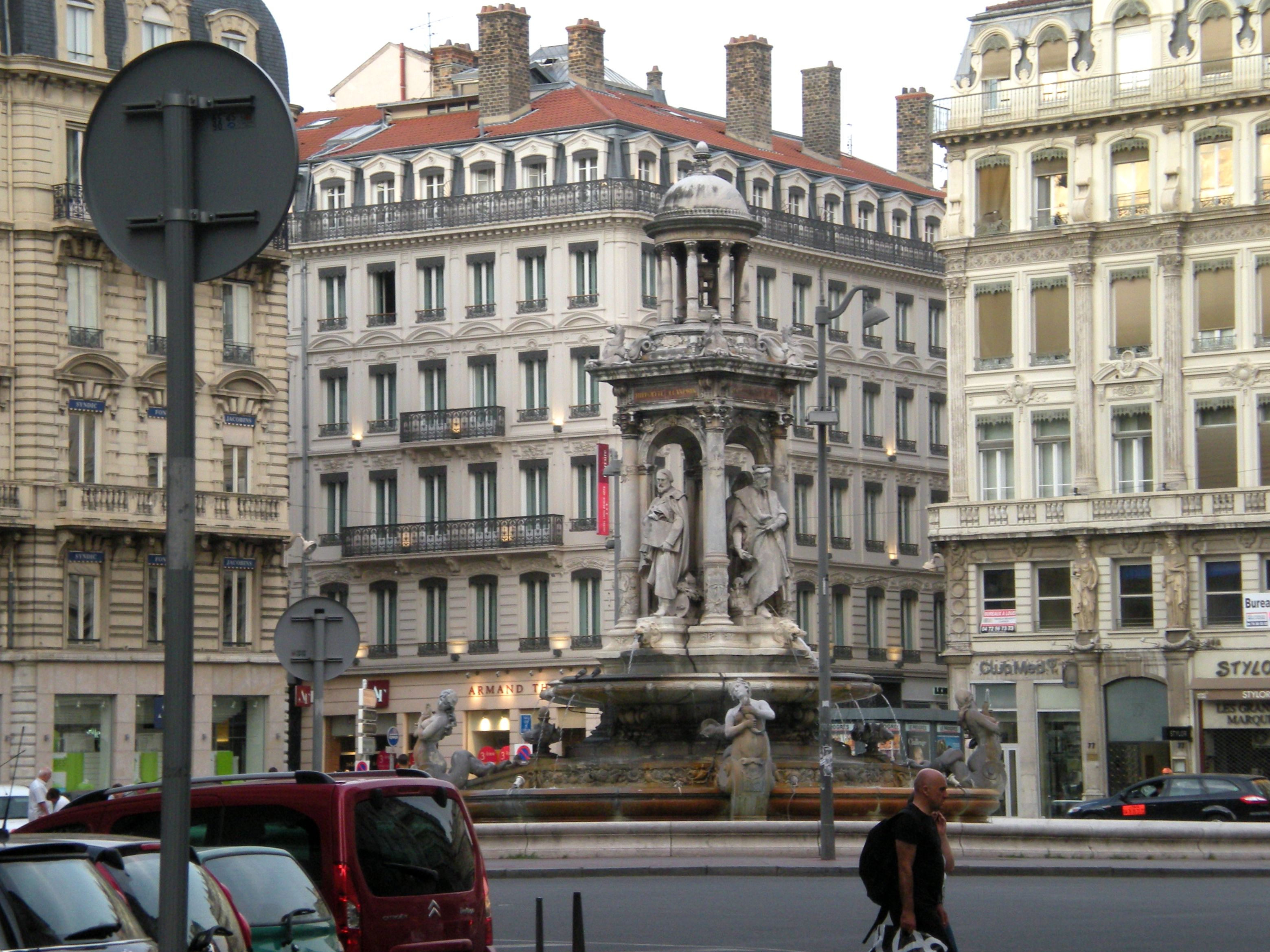
Respectivement de gauche à droite, le côté nord et le numéro 1, l'angle nord-est abritant l'hôtel Mercure Lyon-Beaux-Arts au 75, rue Édouard-Herriot et le numéro 77 de la même rue.